# Orbită heliocentrică

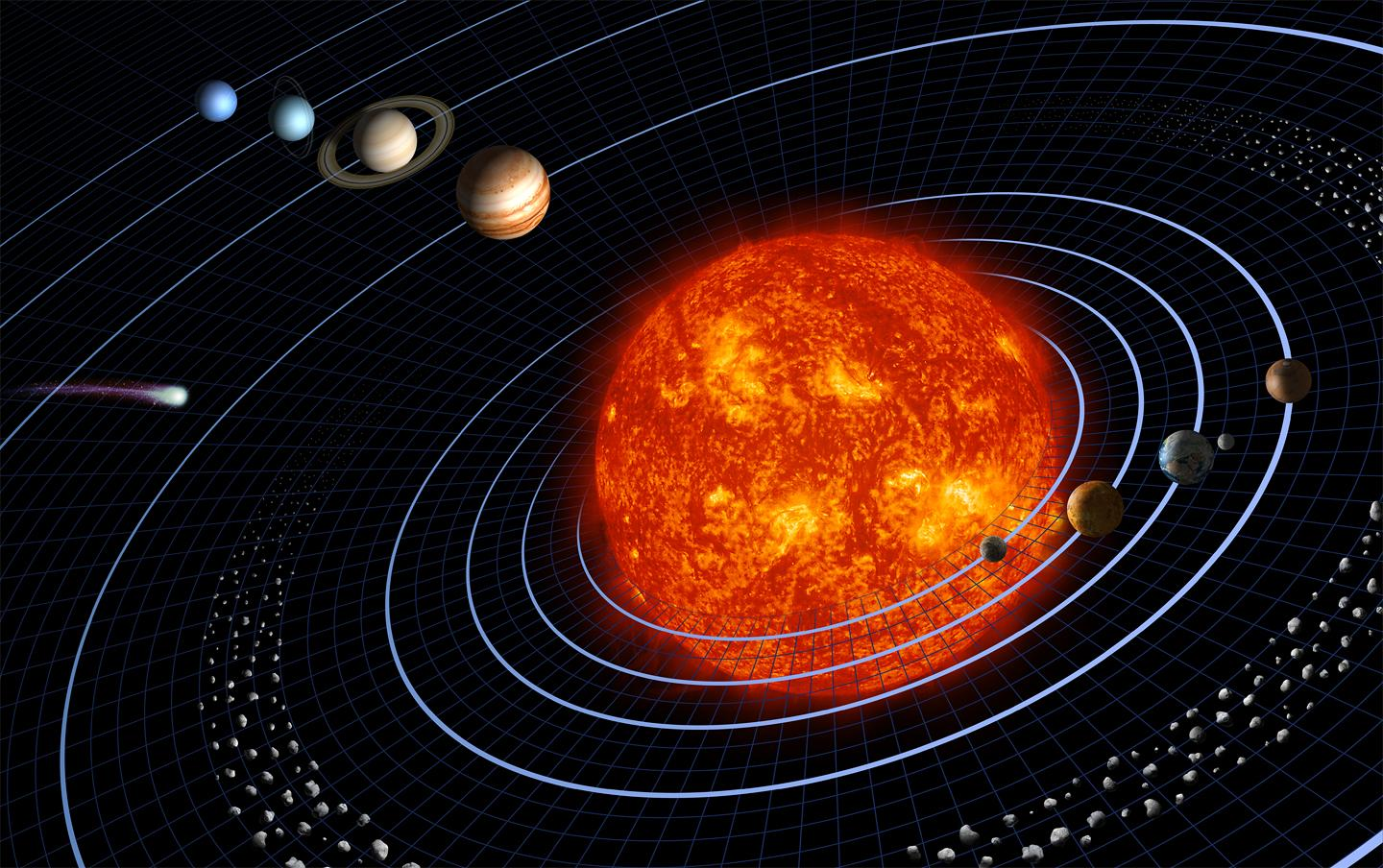
Planetele pe orbită în jurul Soarelui.

O orbită heliocentrică este orbita unui obiect în revoluție directă în jurul Soarelui.
Periapsida unei orbite heliocentrice este numită periheliu. Apoapsida unei orbite heliocentrice este numită afeliu.
Mai precis, o orbită heliocentrică este o orbită eliptică, unul dintre focare fiind baricentrul Sistemului Solar. Soarele fiind de departe cel mai masiv din Sistemul Solar (de 700 de ori mai masiv decât mulțimea tuturor celorlalte corpuri din Sistemul Solar), acest baricentru este situat în Soare sau în proximitatea acestuia. Distanța dintre Soare și baricentrul Sistemului Solar variază în funcție de poziția celorlalte corpuri din Sistemul Planetar, îndeosebi cele patru planete gigante gazoase, dintre care Jupiter, cea mai masivă.
Orbitele obiectelor secundare ale Sistemului Solar — Terra și celelalte planete, planetele pitice și micile obiecte din Sistemul Solar — care sunt în rotație directă în jurul Soarelui, obiect primar al acestui Sistem Planetar, sunt orbite heliocentrice. Orbitele obiectelor terțiare din Sistemul Solar, care sunt în rotație directă nu cu Soarele, ci cu un obiect secundar, căruia îi sunt sateliți naturali, nu sunt orbite heliocentrice. De exemplu, orbita Lunii, unicul satelit natural al Pământului, nu este heliocentrică, ci geocentrică; iar orbita unei sonde spațiale în rotație directă în jurul Lunii, o orbită selenocentrică.

## Istorie
Revoluția planetelor în jurul Soarelui a fost (re)descoperită de astronomul Nicolaus Copernic (1473-1543) și expusă în lucrarea sa De Revolutionibus orbium coelestium (1543).
Astronomul Johannes Kepler (1571-1630) a descoperit forma eliptică a orbitei heliocentrice a planetelor. Enunțarea ei, în Astronomia nova (1609), este cunoscută ca prima lege a lui Kepler.